# Cucina caraibica

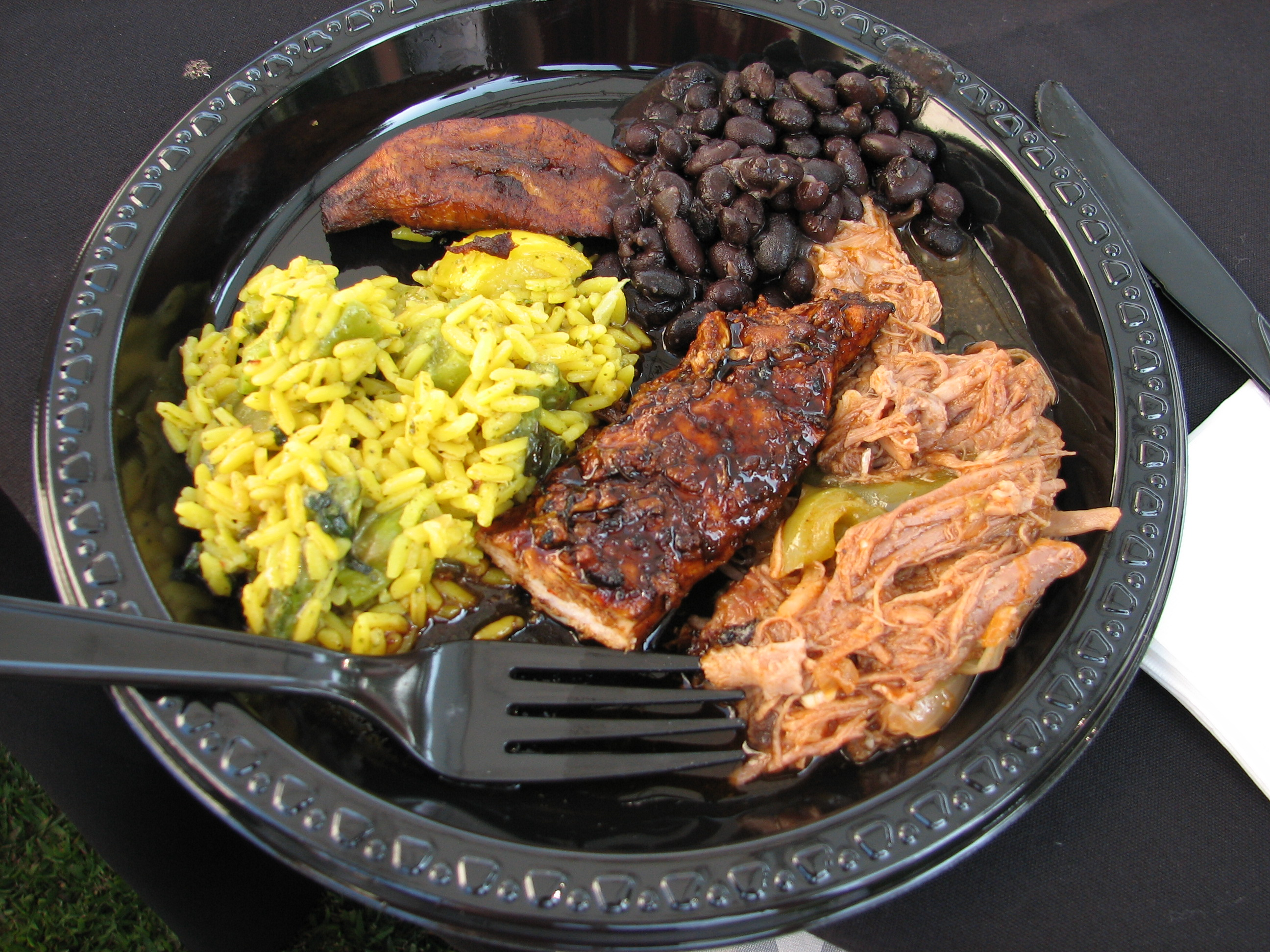
Piatto tipico della cucina caraibica

La cucina caraibica è propria di tutti quei paesi sudamericani che si affacciano sul mar dei Caraibi e che presentano tratti storici, climatici e socio culturali simili. Tale cucina viene anche definita "creola" (sebbene non sia l'unica cucina creola esistente), termine che esprime la fusione delle abitudini gastronomiche europee, indigene e soprattutto africane verificatasi nel corso dei secoli dopo la scoperta del continente americano da parte degli europei e la successiva tratta degli schiavi africani che vi furono condotti forzatamente; infatti la cucina iberica dei conquistadores si adattò al nuovo territorio sostituendo ingredienti irreperibili e aggiungendovene di nuovi presi in prestito dalle culture indigene (la gastronomia europea prima della scoperta delle Americhe non conosceva molti cibi e condimenti oggi di uso assai comune come pomodori, mais, patate, ecc.). Solo in un momento successivo, parallelamente ad una maggiore integrazione delle popolazioni di origine africana all'interno della società coloniale avvenne la definitiva fusione di tutte le abitudini alimentari presenti sul territorio. Anche dall'Africa furono introdotti nuovi alimenti come ad esempio la manioca che prese il nome di yuca. Tali fenomeni portarono alla nascita di una cucina che racchiude al suo interno ingredienti e metodi di preparazione piuttosto vari e propri di culture e strati sociali che conducevano stili di vita assai diversi. Vi si riconoscono infatti ingredienti tipicamente "poveri" quali riso, mais, fagioli ed altri legumi, pollame e carne di maiale, pesce, frutta e verdura autoctone accompagnati da alimenti generalmente più costosi quali farine di grano, carne di manzo, crostacei e condimenti importati. 
Generalmente, a causa del clima caldo ed in tempi passati a causa della scarsità di legname, sono state prediletti metodi di cottura rapidi quali fritture e grigliate, molto raramente la cottura in forno. In tempi più recenti sono stati introdotti piatti di origine araba e cinese dovuti all'immigrazione di cittadini di questi paesi in tutta l'America Latina che stanno modificando ulteriormente le abitudini alimentari della popolazione. Come spesso avviene, partendo da un substrato comune sono poi stati elaborati piatti nazionali e regionali tipici.
Alcuni dei piatti più conosciuti sono il Pabellón criollo, piatto nazionale del Venezuela, los patacones pisaos, los fijoles refritos, los pasteles, el aroz de mariscos, empanadas criollas.